# Thanh đàn
Thanh đàn (danh pháp khoa học: Pteroceltis tatarinowii) là loài thực vật có hoa duy nhất thuộc chi Pteroceltis trong họ Cannabaceae. Loài này được Carl Johann Maximowicz miêu tả khoa học đầu tiên năm 1873.
Nó có quan hệ họ hàng gần với Chaetachme.

## Từ nguyên
Tính từ định danh tatarinowii là để vinh danh nhà ngoại giao, bác sĩ, nhà Trung Quốc học kiêm nhà thực vật học người Nga Alexander Alexejevitch Tatarinow (1817-1886).

## Phân bố
Loài đặc hữu Trung Quốc. Sinh sống trên nền đất đá vôi miền núi, ven bờ sông suối ở cao độ 100-1.500 m trong các tỉnh An Huy, Phúc Kiến, nam Cam Túc, Quảng Đông, Quảng Tây, Quý Châu, Hà Bắc, Hà Nam, Hồ Bắc, Hồ Nam, Giang Tô, Giang Tây, Liêu Ninh (Đại Liên), đông nam Thanh Hải, Thiểm Tây, Sơn Đông, Sơn Tây, Tứ Xuyên, Chiết Giang.

## Sử dụng
Trồng làm cảnh. Vỏ cây làm nguyên liệu trong sản xuất giấy Tuyên.

## Hình ảnh

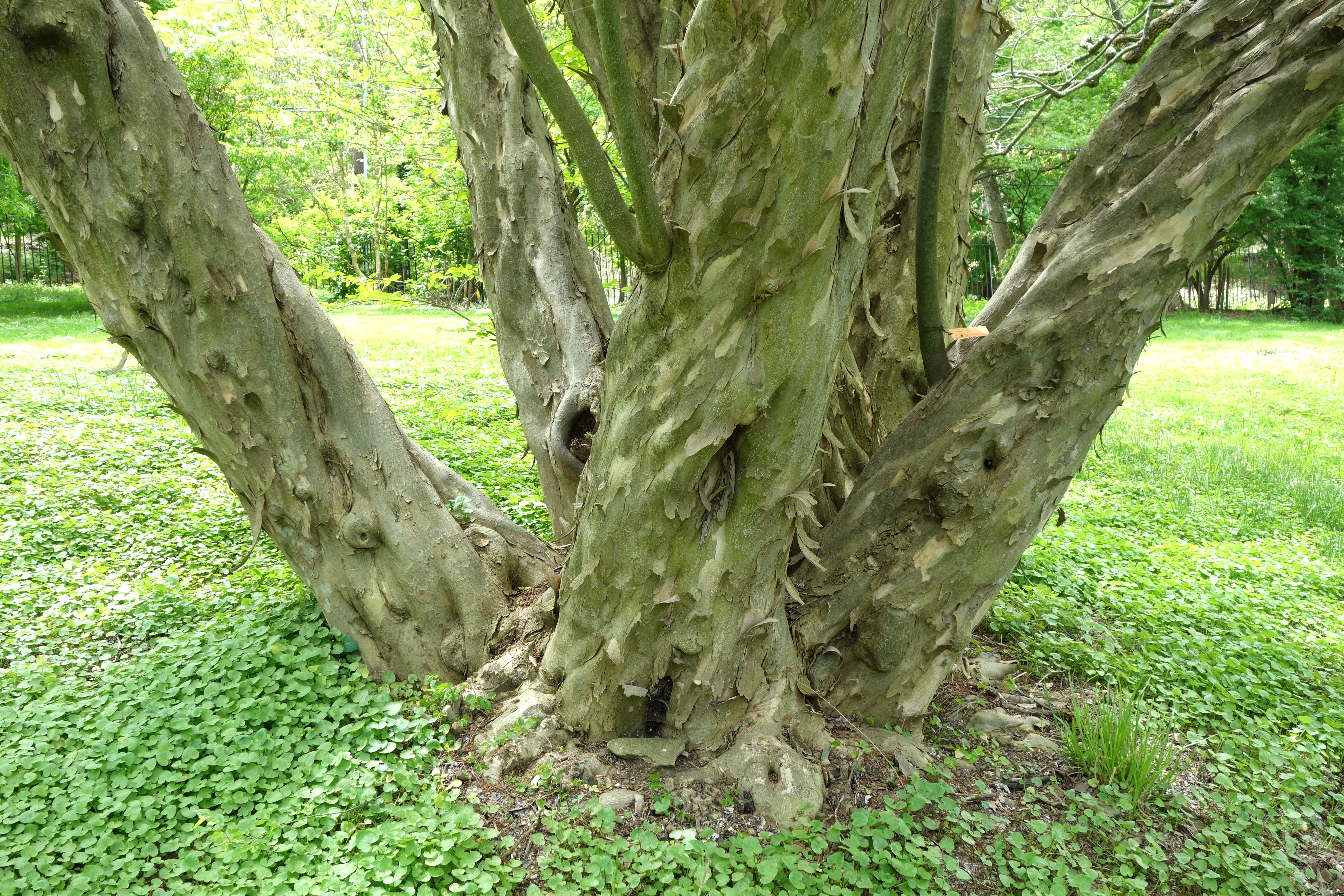
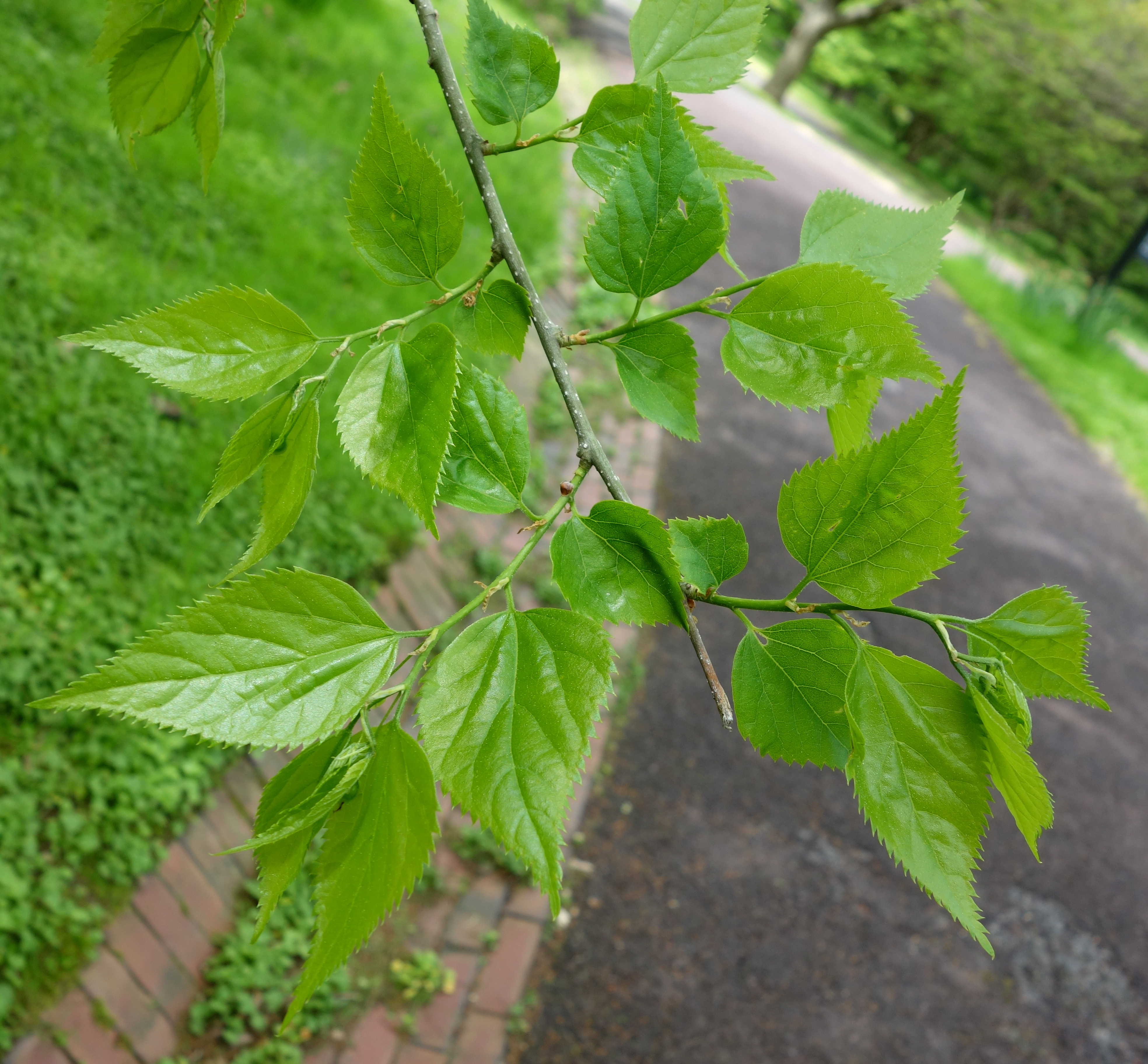
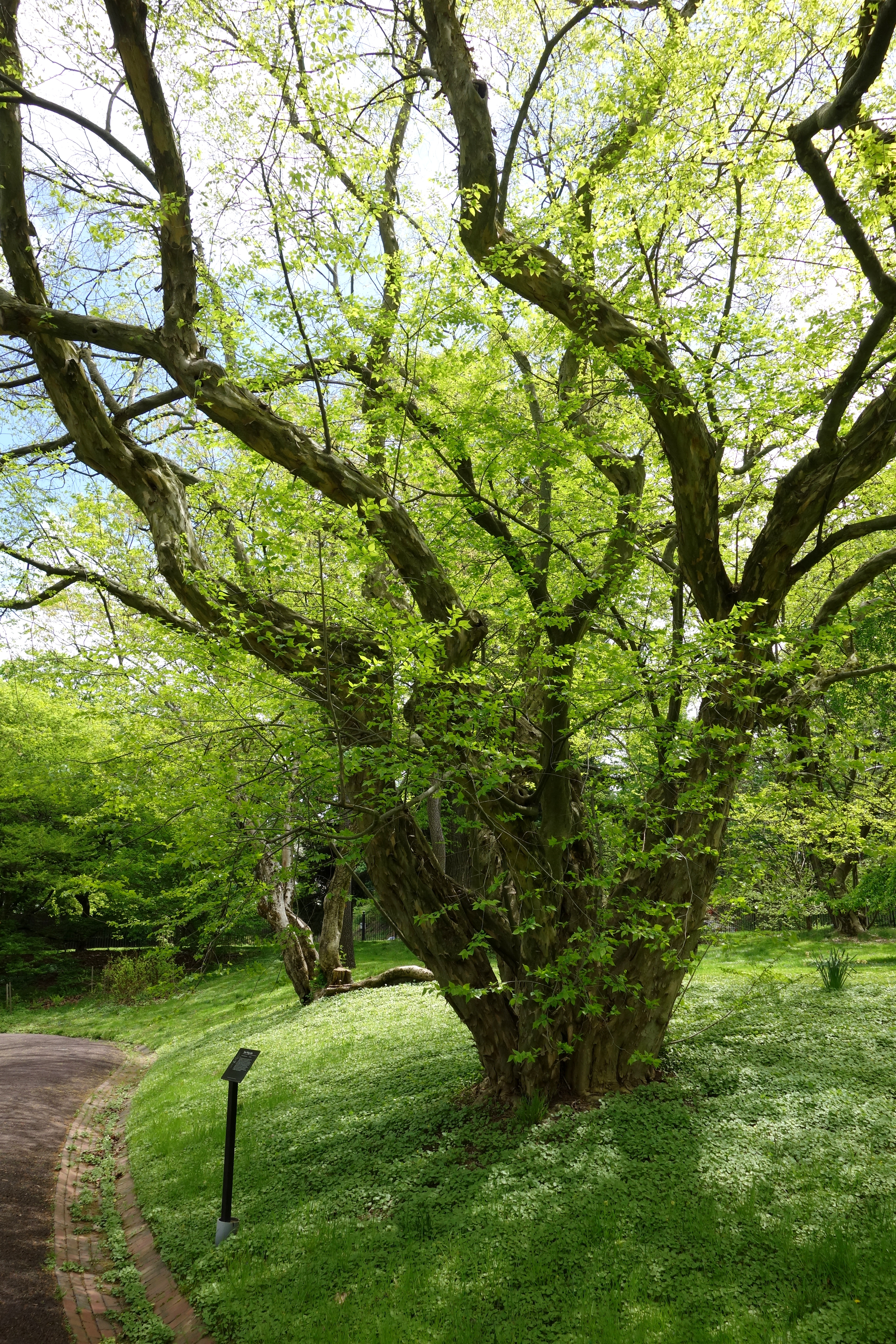
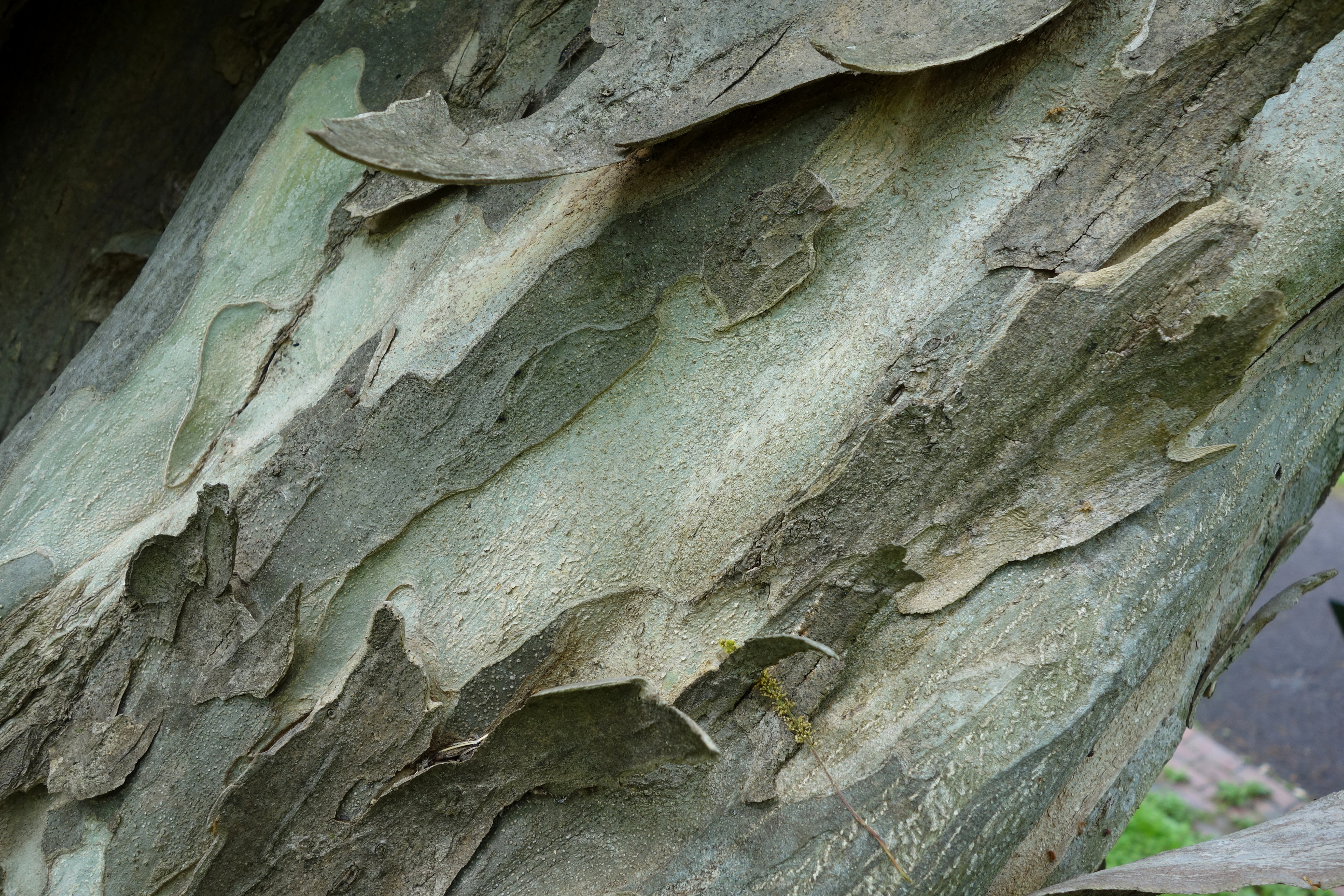